# 러더퍼드 (단위)
러더퍼드(rutherford, 기호 rd)는 방사성 물질의 붕괴속도를 나타내는 방사선 단위이다. 1러더퍼드는 방사성 핵종(核種)의 괴변수가 1초에 100만 개의 원자 붕괴를 일으키는 양으로 정의된다. 이 명칭은 방사선 연구로 유명한 영국의 물리학자 E. 러더퍼드의 이름을 따서 지어졌다. 비 SI 단위로 현재는 사용하지 않는다.

## 단위 변환
국제단위계(SI) 방사능의 단위인 베크렐이 1초당 1 핵붕괴 비율이라고 정의되고 있으므로,
1 Rd = 106 Bq = 1 Mbq (메가베크렐), 1 Bq = 10-6
가 된다. 또, 1 Ci(퀴리)= 3.7×104 Rd이다.